# Trödje
Trödje – miejscowość (tätort) w Szwecji, w regionie administracyjnym (län) Gävleborg, w gminie Gävle.
Według danych Szwedzkiego Urzędu Statystycznego liczba ludności wyniosła: 337 (31 grudnia 2015), 356 (31 grudnia 2018) i 356 (31 grudnia 2019).